# 喇钦·贡巴饶赛
喇钦·贡巴饶赛（藏語：བླ་ཆེན་དགོངས་པ་རབ་གསལ་，威利转写：bla chen dgongs pa rab gsal，892年—975年），藏传佛教后弘期“下路弘法”的鼻祖。
贡巴饶赛出生于青海循化宗喀德康地方，本名穆苏赛巴。15岁时跟随从西藏来青海的藏饶赛、玛·释迦牟尼和肴格迥三大德在丹斗受沙弥戒出家。20岁时受比丘戒，并前往甘州，师从绒僧格扎巴学法。后又师从名僧噶·俄却智华学习。后来回到丹斗并建立丹斗寺传教弘法，颇有名望。当时西藏桑耶地方领主查兰益西坚赞慕其名而送鲁梅·慈臣喜饶等人来丹斗拜师学法。975年他在青海玛藏岩（今互助县白马寺）圆寂。
其弟子鲁梅等人则回到卫藏弘法，使佛教再度复兴，史称“下路弘法”，因而贡巴饶赛也被尊为下路弘法的始祖。